# パット・バーカー
デイム・パット・バーカー（Dame Pat Barker、1943年5月8日 – ）は、イギリスの小説家である。ヨークシャー生まれ。

## 受賞歴
- フォーセット賞　1983年 （Union Street（『アイリスへの手紙』）に対して）
- ガーディアン小説賞 1993年 （The Eye in the Doorに対して）
- ブッカー賞 1995年 （The Ghost Roadに対して）
- ヴェルト文学賞　2001年

## 栄典
- 大英帝国勲章 2000年

## 主な作品
- Union Street（『アイリスへの手紙』） (1982)
- en:Blow Your House Down (1984)
- en:The Century's Daughter (Liza's England) (1986)
- The Man Who Wasn't There (1989)
- Regeneration 三部作:
  - Regeneration (1991)
  - en:The Eye in the Door (1993)
  - en:The Ghost Road (1995)
- Another World (1998)
- Border Crossing（『越境』） (2001)
- Double Vision (2003)
- Life Class (2007)
- 女たちの沈黙 (2018)

## 日本語訳された作品
- 『アイリスへの手紙』、立花薫訳、徳間書店、1990年
- 『越境』徳間文庫、高儀進訳、白水社、2002年
- 『女たちの沈黙』、北村みちよ訳、早川書房、2023年